# 荒薙教
荒薙教（あらなぎきょう）は、岐阜県美濃加茂市に本部をおく神道系の宗教団体。1900年（明治33年）に開教。JR高山本線の古井（こび）駅近くにあり、一般に「こびの天狗山」として知られる。天狗を神の使いとし、境内にはおよそ12mの巨大な天狗像がある。この天狗像は日本一の大きさであり、2020年（令和2年）に新たな意匠に建て替えられた。
「敬神崇祖」を旨とし、祈祷では祝詞に先立ち「六根清浄祓」を唱え、祝詞終了後は「般若心経」を唱えるという神仏習合の形態を色濃く残す。

## 概要
- 教祖：戸田よき
- 祭神：荒薙大神、御嶽大神、白姫明神
- 本部：岐阜県美濃加茂市森山町3－5－57
- 支部：愛知県岡崎市若松東2－13

## 年間行事
- 1月中：初詣
- 2月1日：星祭、豆まき
- 3月10日：人形供養祭、最上稲荷祭
- 4月29日：教祖祭
- 7月24日：施餓鬼供養、子育地蔵尊祭
- 10月21日：荒薙教大祭
- 11月中：七五三詣で